# United Cup 2023
United Cup 2023 – pierwsza edycja United Cup, międzynarodowego turnieju tenisa drużynowego na twardym korcie, organizowanego wspólnie przez ATP i WTA. Turniej rozgrywano od 29 grudnia 2022 do 8 stycznia 2023 w trzech australijskich miastach: Brisbane, Perth i Sydney.

## Format
Każdy mecz w turnieju składał się z 2 meczów gry pojedynczej mężczyzn, 2 meczów gry pojedynczej kobiet oraz meczu gry mieszanej. Każdy mecz był podzielony na dwa dni – 1 mecz gry pojedynczej mężczyzn i 1 mecz gry pojedynczej kobiet, mecz gry mieszanej był rozgrywany podczas drugiego dnia po ostatnim meczu gry pojedynczej.
Każde miasto gościło dwie grupy z trzech krajów w formacie każdy z każdym w pierwszym tygodniu turnieju. Jedna grupa w każdym mieście grała wszystkie mecze w sesji porannej, podczas gdy druga rywalizowała w sesji wieczornej.
Zwycięzcy grup w każdym mieście grały ze sobą w tzw. finale miasta o jedno z trzech półfinałowych miejsc. Finał rozgrywano w ciągu jednego dnia w ramach sesji porannej i wieczornej. Najlepsza drużyna z trzech przegranych została czwartym półfinalistą.
Mecze półfinałowe były rozgrywane w ciągu 2 dni. Finał odbył się jednego dnia. W przypadku, gdy zwycięzca meczu został wyłoniony po 4 pojedynkach singlowych, mecz miksta nie został rozegrany.

## Kwalifikacje
18 krajów kwalifikowało się w następujący sposób:
- Sześć krajów kwalifikowało się na podstawie rankingu ATP – brany pod uwagę był najlepszy zawodnik w grze pojedynczej.
- Sześć krajów kwalifikowało się na podstawie rankingu WTA – brana pod uwagę była najlepsza zawodniczka w grze pojedynczej.
- Sześć ostatnich krajów kwalifikowało się na podstawie połączonego rankingu – brani pod uwagę byli najlepsi zawodnicy w rankingu ATP i WTA.

Australia jako gospodarz, jeśli zakwalifikował się samodzielnie, miał zagwarantowane jedno z miejsc zarezerwowanych dla drużyn z najlepszym łącznym rankingiem.

## Miasta i obiekty
| Obraz | Nazwa              | Pojemność | Lokalizacja | Rundy                                     | Mapa                |
| ----- | ------------------ | --------- | ----------- | ----------------------------------------- | ------------------- |
|       | Pat Rafter Arena   | 5500      | Brisbane    | faza grupowa finał miasta                 | PerthBrisbaneSydney |
|       | RAC Arena          | 15500     | Perth       | faza grupowa finał miasta                 | PerthBrisbaneSydney |
|       | Ken Rosewall Arena | 10500     | Sydney      | faza grupowa finał miasta półfinały finał | PerthBrisbaneSydney |

## Punkty rankingowe ATP/WTA
| Runda        | Punkty za zwycięstwo z przeciwnikiem na podanym miejscu w rankingu | Punkty za zwycięstwo z przeciwnikiem na podanym miejscu w rankingu | Punkty za zwycięstwo z przeciwnikiem na podanym miejscu w rankingu | Punkty za zwycięstwo z przeciwnikiem na podanym miejscu w rankingu | Punkty za zwycięstwo z przeciwnikiem na podanym miejscu w rankingu | Punkty za zwycięstwo z przeciwnikiem na podanym miejscu w rankingu | Punkty za zwycięstwo z przeciwnikiem na podanym miejscu w rankingu |
| Runda        | nr 1–10                                                            | nr 11–20                                                           | nr 21–30                                                           | nr 31–50                                                           | nr 51–100                                                          | nr 101–250                                                         | nr 251+                                                            |
| ------------ | ------------------------------------------------------------------ | ------------------------------------------------------------------ | ------------------------------------------------------------------ | ------------------------------------------------------------------ | ------------------------------------------------------------------ | ------------------------------------------------------------------ | ------------------------------------------------------------------ |
| Finał        | 180                                                                | 140                                                                | 120                                                                | 90                                                                 | 60                                                                 | 40                                                                 | 35                                                                 |
| Półfinały    | 130                                                                | 105                                                                | 90                                                                 | 60                                                                 | 40                                                                 | 35                                                                 | 25                                                                 |
| Finał miasta | 80                                                                 | 65                                                                 | 55                                                                 | 40                                                                 | 35                                                                 | 25                                                                 | 20                                                                 |
| Faza grupowa | 55                                                                 | 45                                                                 | 40                                                                 | 35                                                                 | 25                                                                 | 20                                                                 | 15                                                                 |

- Makysmalnie 500 punktów[4]

## Uczestnicy
| Numer | Państwo           | Nr 1 ATP            | Ranking   | Nr 1 WTA            | Ranking   | Nr 2 ATP              | Nr 2 WTA            | Nr 3 ATP                     | Nr 3 WTA                | Zawodnik deblowy ATP   | Zawodniczka deblowa WTA | Kapitanowie                      | Państwo           |
| ----- | ----------------- | ------------------- | --------- | ------------------- | --------- | --------------------- | ------------------- | ---------------------------- | ----------------------- | ---------------------- | ----------------------- | -------------------------------- | ----------------- |
| 1     | Grecja            | Stefanos Tsitsipas  | 3         | Maria Sakari        | 6         | Michail Perwolarakis  | Despina Papamichail | Stefanos Sakellaridis        | Walendini Gramatikopulu | Petros Tsitsipas       | Sapfo Sakellaridi       | Petros Tsitsipas                 | Grecja            |
| 2     | Polska            | Hubert Hurkacz      | 11        | Iga Świątek         | 1         | Daniel Michalski      | Magda Linette       | Kacper Żuk                   | Weronika Falkowska      | Łukasz Kubot           | Alicja Rosolska         | Agnieszka Radwańska / Dawid Celt | Polska            |
| 3     | Stany Zjednoczone | Taylor Fritz        | 9         | Jessica Pegula      | 3         | Frances Tiafoe        | Madison Keys        | Denis Kudla                  | Alycia Parks            | Hunter Reese           | Desirae Krawczyk        | David Witt                       | Stany Zjednoczone |
| 4     | Hiszpania         | Rafael Nadal        | 2         | Paula Badosa        | 13        | Pablo Carreño-Busta   | Nuria Párrizas Díaz | Albert Ramos-Viñolas         | Jéssica Bouzas Maneiro  | David Vega Hernández   | –                       | Marc López                       | Hiszpania         |
| 5     | Włochy            | Matteo Berrettini   | 16        | Martina Trevisan    | 28        | Lorenzo Musetti       | Lucia Bronzetti     | Andrea Vavassori             | Camilla Rosatello       | Marco Bortolotti       | –                       | Vincenzo Santopadre              | Włochy            |
| 6     | Francja           | Arthur Rinderknech  | 44        | Caroline Garcia     | 4         | Adrian Mannarino      | Alizé Cornet        | Manuel Guinard               | Léolia Jeanjean         | Édouard Roger-Vasselin | Jessika Ponchet         | Édouard Roger-Vasselin           | Francja           |
| 7     | Australia         | Alex de Minaur      | 24        | Ajla Tomljanović    | 33        | Jason Kubler          | Zoe Hives           | –                            | Maddison Inglis         | John Peers             | Samantha Stosur         | Lleyton Hewitt / Samantha Stosur | Australia         |
| 8     | Chorwacja         | Borna Ćorić         | 26        | Petra Martić        | 39        | Borna Gojo            | Donna Vekić         | Matija Pecotić               | Tara Würth              | –                      | Petra Marčinko          | Iva Majoli                       | Chorwacja         |
| 9     | Szwajcaria        | Stan Wawrinka       | 22PR(150) | Belinda Bencic      | 12        | Marc-Andrea Hüsler    | Jil Teichmann       | Dominic Stricker             | Ylena In-Albon          | Alexander Ritschard    | Joanne Züger            | Stan Wawrinka                    | Szwajcaria        |
| 10    | Niemcy            | Alexander Zverev    | 2PR(12)   | Laura Siegemund     | 57PR(169) | Oscar Otte            | Jule Niemeier       | Daniel Altmaier              | Anna-Lena Friedsam      | Fabian Fallert         | Julia Lohoff            | Mischa Zverev                    | Niemcy            |
| 11    | Brazylia          | Thiago Monteiro     | 65        | Beatriz Haddad Maia | 15        | Felipe Meligeni Alves | Laura Pigossi       | Matheus Pucinelli de Almeida | Carolina Alves          | Rafael Matos           | Luisa Stefani           | Rafael Paciaroni                 | Brazylia          |
| 12    | Belgia            | David Goffin        | 53        | Elise Mertens       | 29        | Zizou Bergs           | Alison Van Uytvanck | Kimmer Coppejans             | Magali Kempen           | Michael Geerts         | Kirsten Flipkens        | Kirsten Flipkens                 | Belgia            |
| 13    | Czechy            | Jiří Lehečka        | 74        | Petra Kvitová       | 16        | Tomáš Macháč          | Marie Bouzková      | Dalibor Svrčina              | Jesika Malečková        | –                      | –                       | Jiří Vaněk                       | Czechy            |
| 14    | Wielka Brytania   | Cameron Norrie      | 14        | Harriet Dart        | 98        | Daniel Evans          | Katie Swan          | Jan Choinski                 | Ranah Stoiber           | Jonny O’Mara           | Ella McDonald           | Tim Henman                       | Wielka Brytania   |
| 15    | Argentyna         | Francisco Cerúndolo | 30        | Nadia Podoroska     | 39PR(204) | Federico Coria        | María Carlé         | Tomás Martín Etcheverry      | Paula Ormaechea         | –                      | –                       | Gisela Dulko                     | Argentyna         |
| 16    | Norwegia          | Casper Ruud         | 4         | Malene Helgø        | 319       | Viktor Durasovic      | Ulrikke Eikeri      | Andreja Petrovic             | Lilly Håseth            | –                      | –                       | Christian Ruud                   | Norwegia          |
| 17    | Bułgaria          | Grigor Dimitrow     | 28        | Wiktorija Tomowa    | 90        | Dimityr Kuzmanow      | Izabełła Szinikowa  | Adrian Andreew               | Gergana Topałowa        | Aleksandyr Łazarow     | –                       | Grigor Dimitrow                  | Bułgaria          |
| 18    | Kazachstan        | Aleksandr Bublik    | 37        | Julija Putincewa    | 52        | Timofiej Skatow       | Żybek Kułambajewa   | Dienis Jewsiejew             | Gozal Ajnitdinowa       | Grigorij Łomakin       | –                       | Aleksandr Bublik                 | [ 5 ]             |

- Ranking z dnia 7 listopada 2022.
- PR = zamrożony ranking

### Wycofanie
- Nick Kyrgios
- Diego Schwartzman

## Faza grupowa
18 drużyn zostało podzielonych na sześć grup po trzy drużyny w systemie każdy z każdym. Zwycięzcy każdej grupy zakwalifikują się do finału miasta.
|  | Zakwalifikowani do fazy pucharowej |
|  | Wyeliminowani                      |

### Klasyfikacja
T= mecz, M = mecze, S = sety
- mecz = wszystkie pięć pojedynków liczone jako jeden mecz reprezentacji
- mecze = pojedyncze mecze pomiędzy reprezentantami

| Grupa | Pierwsze miejsce  | Pierwsze miejsce | Pierwsze miejsce | Pierwsze miejsce | Drugie miejsce | Drugie miejsce | Drugie miejsce | Drugie miejsce | Trzecie miejsce | Trzecie miejsce | Trzecie miejsce | Trzecie miejsce |
| Grupa | Kraj              | T                | M                | S                | Kraj           | T              | M              | S              | Kraj            | T               | M               | S               |
| ----- | ----------------- | ---------------- | ---------------- | ---------------- | -------------- | -------------- | -------------- | -------------- | --------------- | --------------- | --------------- | --------------- |
| A     | Grecja            | 2–0              | 8–2              | 17–7             | Bułgaria       | 1–1            | 4–6            | 12–13          | Belgia          | 0–2             | 3–7             | 8–17            |
| B     | Polska            | 2–0              | 7–3              | 14–8             | Szwajcaria     | 1–1            | 7–3            | 15–7           | Kazachstan      | 0–2             | 1–9             | 4–18            |
| C     | Stany Zjednoczone | 2–0              | 9–1              | 18–4             | Czechy         | 1–1            | 4–6            | 9-12           | Niemcy          | 0–2             | 2–8             | 5–16            |
| D     | Wielka Brytania   | 2–0              | 7–3              | 15–10            | Australia      | 1–1            | 5–5            | 10–12          | Hiszpania       | 0–2             | 3–7             | 12–15           |
| E     | Włochy            | 2–0              | 8–2              | 17–5             | Brazylia       | 1–1            | 6–4            | 12–9           | Norwegia        | 0–2             | 1–9             | 3–18            |
| F     | Chorwacja         | 2–0              | 8–2              | 16–7             | Francja        | 1–1            | 7–3            | 15–6           | Argentyna       | 0–2             | 0–10            | 2–20            |

#### Grupa A
Perth
| Poz. | Państwo  | Mecz | Mecze | Sety  | Sety % | Gemy    | Gemy % |
| ---- | -------- | ---- | ----- | ----- | ------ | ------- | ------ |
| 1    | Grecja   | 2–0  | 8–2   | 17–7  | 71%    | 126–92  | 58%    |
| 2    | Bułgaria | 1–1  | 4–6   | 12–13 | 48%    | 104–111 | 48%    |
| 3    | Belgia   | 0–2  | 3–7   | 8–17  | 32%    | 95–122  | 44%    |

| Grecja vs. Bułgaria | Grecja vs. Bułgaria | Grecja vs. Bułgaria               | Grecja vs. Bułgaria | Grecja vs. Bułgaria | Grecja vs. Bułgaria |
| Grecja · 4          | Grecja · 4          | RAC Arena 29–30 grudnia 2022      | Bułgaria · 1        | Bułgaria · 1        | Bułgaria · 1        |
|                     |                     |                                   | 1                   | 2                   | 3                   |
| ------------------- | ------------------- | --------------------------------- | ------------------- | ------------------- | ------------------- |
| 1                   | Grecja              | Despina Papamichail               | 3                   | 6                   | 6                   |
| 1                   | Bułgaria            | Izabełła Szinikowa                | 6                   | 4                   | 1                   |
| 2                   | Grecja              | Stefanos Tsitsipas                | 4                   | 6                   | 7                   |
| 2                   | Bułgaria            | Grigor Dimitrow                   | 6                   | 2                   | 64                  |
| 3                   | Grecja              | Maria Sakari                      | 6                   | 6                   |                     |
| 3                   | Bułgaria            | Wiktorija Tomowa                  | 3                   | 2                   |                     |
| 4                   | Grecja              | Michail Perwolarakis              | 1                   | 1                   |                     |
| 4                   | Bułgaria            | Dimityr Kuzmanow                  | 6                   | 6                   |                     |
| 5                   | Grecja              | Maria Sakari / Stefanos Tsitsipas | 6                   | 6                   |                     |
| 5                   | Bułgaria            | Gergana Topałowa / Adrian Andreew | 4                   | 4                   |                     |

| Belgia vs. Bułgaria | Belgia vs. Bułgaria | Belgia vs. Bułgaria                         | Belgia vs. Bułgaria | Belgia vs. Bułgaria | Belgia vs. Bułgaria |
| Belgia · 2          | Belgia · 2          | RAC Arena 31 grudnia 2022 – 1 stycznia 2023 | Bułgaria · 3        | Bułgaria · 3        | Bułgaria · 3        |
|                     |                     |                                             | 1                   | 2                   | 3                   |
| ------------------- | ------------------- | ------------------------------------------- | ------------------- | ------------------- | ------------------- |
| 1                   | Belgia              | Alison van Uytvanck                         | 6                   | 3                   | 6                   |
| 1                   | Bułgaria            | Izabełła Szinikowa                          | 1                   | 6                   | 3                   |
| 2                   | Belgia              | David Goffin                                | 4                   | 5                   |                     |
| 2                   | Bułgaria            | Grigor Dimitrow                             | 6                   | 7                   |                     |
| 3                   | Belgia              | Elise Mertens                               | 6                   | 3                   | 6                   |
| 3                   | Bułgaria            | Gergana Topałowa                            | 4                   | 6                   | 0                   |
| 4                   | Belgia              | Zizou Bergs                                 | 2                   | 0                   |                     |
| 4                   | Bułgaria            | Dimityr Kuzmanow                            | 6                   | 6                   |                     |
| 5                   | Belgia              | Elise Mertens / David Goffin                | 6                   | 65                  | 6                   |
| 5                   | Bułgaria            | Izabełła Szinikowa / Adrian Andreew         | 1                   | 7                   | 10                  |

| Grecja vs. Belgia | Grecja vs. Belgia | Grecja vs. Belgia                 | Grecja vs. Belgia | Grecja vs. Belgia | Grecja vs. Belgia |
| Grecja · 4        | Grecja · 4        | RAC Arena 2–3 stycznia 2023       | Belgia · 1        | Belgia · 1        | Belgia · 1        |
|                   |                   |                                   | 1                 | 2                 | 3                 |
| ----------------- | ----------------- | --------------------------------- | ----------------- | ----------------- | ----------------- |
| 1                 | Grecja            | Despina Papamichail               | 5                 | 6                 | 3                 |
| 1                 | Belgia            | Alison van Uytvanck               | 7                 | 2                 | 6                 |
| 2                 | Grecja            | Stefanos Tsitsipas                | 6                 | 6                 |                   |
| 2                 | Belgia            | David Goffin                      | 3                 | 2                 |                   |
| 3                 | Grecja            | Maria Sakari                      | 6                 | 7                 |                   |
| 3                 | Belgia            | Elise Mertens                     | 1                 | 5                 |                   |
| 4                 | Grecja            | Stefanos Sakellaridis             | 5                 | 6                 | 6                 |
| 4                 | Belgia            | Zizou Bergs                       | 7                 | 1                 | 3                 |
| 5                 | Grecja            | Maria Sakari / Stefanos Tsitsipas | 6                 | 6                 |                   |
| 5                 | Belgia            | Kirsten Flipkens / Michael Geerts | 2                 | 2                 |                   |

#### Grupa B
Brisbane
| Poz. | Państwo    | Mecz | Mecze | Sety | Sety % | Gemy   | Gemy % |
| ---- | ---------- | ---- | ----- | ---- | ------ | ------ | ------ |
| 1    | Polska     | 2–0  | 7–3   | 14–8 | 64%    | 116–98 | 54%    |
| 2    | Szwajcaria | 1–1  | 7–3   | 15–7 | 68%    | 123–99 | 55%    |
| 3    | Kazachstan | 0–2  | 1–9   | 4–18 | 18%    | 86–128 | 40%    |

| Szwajcaria vs. Kazachstan | Szwajcaria vs. Kazachstan | Szwajcaria vs. Kazachstan            | Szwajcaria vs. Kazachstan | Szwajcaria vs. Kazachstan | Szwajcaria vs. Kazachstan |
| Szwajcaria · 5            | Szwajcaria · 5            | Pat Rafter Arena 29–30 grudnia 2022  | Kazachstan · 0            | Kazachstan · 0            | Kazachstan · 0            |
|                           |                           |                                      | 1                         | 2                         | 3                         |
| ------------------------- | ------------------------- | ------------------------------------ | ------------------------- | ------------------------- | ------------------------- |
| 1                         | Szwajcaria                | Belinda Bencic                       | 7                         | 6                         |                           |
| 1                         | Kazachstan                | Julija Putincewa                     | 60                        | 3                         |                           |
| 2                         | Szwajcaria                | Marc-Andrea Hüsler                   | 4                         | 6                         | 6                         |
| 2                         | Kazachstan                | Timofiej Skatow                      | 6                         | 3                         | 3                         |
| 3                         | Szwajcaria                | Stan Wawrinka                        | 6                         | 7                         |                           |
| 3                         | Kazachstan                | Aleksandr Bublik                     | 3                         | 63                        |                           |
| 4                         | Szwajcaria                | Jil Teichmann                        | 6                         | 6                         |                           |
| 4                         | Kazachstan                | Żybek Kułambajewa                    | 3                         | 2                         |                           |
| 5                         | Szwajcaria                | Jil Teichmann / Marc-Andrea Hüsler   | 7                         | 6                         |                           |
| 5                         | Kazachstan                | Żybek Kułambajewa / Aleksandr Bublik | 67                        | 3                         |                           |

| Polska vs. Kazachstan | Polska vs. Kazachstan | Polska vs. Kazachstan                              | Polska vs. Kazachstan | Polska vs. Kazachstan | Polska vs. Kazachstan |
| Polska · 4            | Polska · 4            | Pat Rafter Arena 31 grudnia 2022 – 1 stycznia 2023 | Kazachstan · 1        | Kazachstan · 1        | Kazachstan · 1        |
|                       |                       |                                                    | 1                     | 2                     | 3                     |
| --------------------- | --------------------- | -------------------------------------------------- | --------------------- | --------------------- | --------------------- |
| 1                     | Polska                | Iga Świątek                                        | 6                     | 6                     |                       |
| 1                     | Kazachstan            | Julija Putincewa                                   | 1                     | 3                     |                       |
| 2                     | Polska                | Daniel Michalski                                   | 67                    | 2                     |                       |
| 2                     | Kazachstan            | Timofiej Skatow                                    | 7                     | 6                     |                       |
| 3                     | Polska                | Hubert Hurkacz                                     | 7                     | 4                     | 6                     |
| 3                     | Kazachstan            | Aleksandr Bublik                                   | 68                    | 6                     | 3                     |
| 4                     | Polska                | Magda Linette                                      | 6                     | 6                     |                       |
| 4                     | Kazachstan            | Żybek Kułambajewa                                  | 2                     | 1                     |                       |
| 5                     | Polska                | Iga Świątek / Hubert Hurkacz                       | 6                     | 6                     |                       |
| 5                     | Kazachstan            | Żybek Kułambajewa / Grigorij Łomakin               | 3                     | 4                     |                       |

| Polska vs. Szwajcaria | Polska vs. Szwajcaria | Polska vs. Szwajcaria               | Polska vs. Szwajcaria | Polska vs. Szwajcaria | Polska vs. Szwajcaria |
| Polska · 3            | Polska · 3            | Pat Rafter Arena 2–3 stycznia 2023  | Szwajcaria · 2        | Szwajcaria · 2        | Szwajcaria · 2        |
|                       |                       |                                     | 1                     | 2                     | 3                     |
| --------------------- | --------------------- | ----------------------------------- | --------------------- | --------------------- | --------------------- |
| 1                     | Polska                | Iga Świątek                         | 6                     | 7                     |                       |
| 1                     | Szwajcaria            | Belinda Bencic                      | 3                     | 63                    |                       |
| 2                     | Polska                | Daniel Michalski                    | 3                     | 2                     |                       |
| 2                     | Szwajcaria            | Marc-Andrea Hüsler                  | 6                     | 6                     |                       |
| 3                     | Polska                | Hubert Hurkacz                      | 7                     | 6                     |                       |
| 3                     | Szwajcaria            | Stan Wawrinka                       | 65                    | 4                     |                       |
| 4                     | Polska                | Magda Linette                       | 5                     | 6                     | 6                     |
| 4                     | Szwajcaria            | Jil Teichmann                       | 7                     | 4                     | 1                     |
| 5                     | Polska                | Alicja Rosolska / Kacper Żuk        | 5                     | 2                     |                       |
| 5                     | Szwajcaria            | Belinda Bencic / Marc-Andrea Hüsler | 7                     | 6                     |                       |

#### Grupa C
Sydney
| Poz. | Państwo           | Mecz | Mecze | Sety | Sety % | Gemy   | Gemy % |
| ---- | ----------------- | ---- | ----- | ---- | ------ | ------ | ------ |
| 1    | Stany Zjednoczone | 2–0  | 9–1   | 18–4 | 82%    | 105–71 | 60%    |
| 2    | Czechy            | 1–1  | 4–6   | 9-12 | 43%    | 91–88  | 51%    |
| 3    | Niemcy            | 0–2  | 2–8   | 5-16 | 24%    | 80–117 | 41%    |

| Stany Zjednoczone vs. Czechy | Stany Zjednoczone vs. Czechy | Stany Zjednoczone vs. Czechy          | Stany Zjednoczone vs. Czechy | Stany Zjednoczone vs. Czechy | Stany Zjednoczone vs. Czechy |
| USA 4                        | USA 4                        | Ken Rosewall Arena 29–30 grudnia 2022 | Czechy · 1                   | Czechy · 1                   | Czechy · 1                   |
|                              |                              |                                       | 1                            | 2                            | 3                            |
| ---------------------------- | ---------------------------- | ------------------------------------- | ---------------------------- | ---------------------------- | ---------------------------- |
| 1                            | Stany Zjednoczone            | Taylor Fritz                          | 6                            | 6                            |                              |
| 1                            | Czechy                       | Jiří Lehečka                          | 3                            | 4                            |                              |
| 2                            | Stany Zjednoczone            | Madison Keys                          | 6                            | 6                            |                              |
| 2                            | Czechy                       | Marie Bouzková                        | 4                            | 3                            |                              |
| 3                            | Stany Zjednoczone            | Jessica Pegula                        | 6                            | 4                            |                              |
| 3                            | Czechy                       | Petra Kvitová                         | 7                            | 6                            |                              |
| 4                            | Stany Zjednoczone            | Frances Tiafoe                        | 6                            | 2                            |                              |
| 4                            | Czechy                       | Tomáš Macháč                          | 3                            | 4k                           |                              |
| 5                            | Stany Zjednoczone            | Jessica Pegula / Taylor Fritz         | 2                            | 6                            | 10                           |
| 5                            | Czechy                       | Marie Bouzková / Jiří Lehečka         | 6                            | 3                            | 7                            |

| Niemcy vs. Czechy | Niemcy vs. Czechy | Niemcy vs. Czechy                                    | Niemcy vs. Czechy | Niemcy vs. Czechy | Niemcy vs. Czechy |
| Niemcy · 2        | Niemcy · 2        | Ken Rosewall Arena 31 grudnia 2022 – 1 stycznia 2023 | Czechy · 3        | Czechy · 3        | Czechy · 3        |
|                   |                   |                                                      | 1                 | 2                 | 3                 |
| ----------------- | ----------------- | ---------------------------------------------------- | ----------------- | ----------------- | ----------------- |
| 1                 | Niemcy            | Alexander Zverev                                     | 4                 | 2                 |                   |
| 1                 | Czechy            | Jiří Lehečka                                         | 6                 | 6                 |                   |
| 2                 | Niemcy            | Jule Niemeier                                        | 2                 | 5                 |                   |
| 2                 | Czechy            | Marie Bouzková                                       | 6                 | 7                 |                   |
| 3                 | Niemcy            | Laura Siegemund                                      | 4                 | 2                 |                   |
| 3                 | Czechy            | Petra Kvitová                                        | 6                 | 6                 |                   |
| 4                 | Niemcy            | Oscar Otte                                           | 7                 | 6                 |                   |
| 4                 | Czechy            | Dalibor Svrčina                                      | 61                | 2                 |                   |
| 5                 | Niemcy            | Laura Siegemund / Alexander Zverev                   | 6                 | 7                 |                   |
| 5                 | Czechy            | Marie Bouzková / Jiří Lehečka                        | 4                 | 61                |                   |

| Stany Zjednoczone vs. Niemcy | Stany Zjednoczone vs. Niemcy | Stany Zjednoczone vs. Niemcy         | Stany Zjednoczone vs. Niemcy | Stany Zjednoczone vs. Niemcy | Stany Zjednoczone vs. Niemcy |
| USA 5                        | USA 5                        | Ken Rosewall Arena 2–3 stycznia 2023 | Niemcy · 0                   | Niemcy · 0                   | Niemcy · 0                   |
|                              |                              |                                      | 1                            | 2                            | 3                            |
| ---------------------------- | ---------------------------- | ------------------------------------ | ---------------------------- | ---------------------------- | ---------------------------- |
| 1                            | Stany Zjednoczone            | Taylor Fritz                         | 6                            | 6                            |                              |
| 1                            | Niemcy                       | Alexander Zverev                     | 1                            | 4                            |                              |
| 2                            | Stany Zjednoczone            | Madison Keys                         | 6                            | 6                            |                              |
| 2                            | Niemcy                       | Jule Niemeier                        | 2                            | 3                            |                              |
| 3                            | Stany Zjednoczone            | Jessica Pegula                       | 6                            | 6                            |                              |
| 3                            | Niemcy                       | Laura Siegemund                      | 3                            | 2                            |                              |
| 4                            | Stany Zjednoczone            | Frances Tiafoe                       | 7                            | 6                            |                              |
| 4                            | Niemcy                       | Oscar Otte                           | 5                            | 4                            |                              |
| 5                            | Stany Zjednoczone            | Jessica Pegula / Frances Tiafoe      | 65                           | 6                            | 10                           |
| 5                            | Niemcy                       | Laura Siegemund / Daniel Altmaier    | 7                            | 4                            | 7                            |

#### Grupa D
Sydney
| Poz. | Państwo         | Mecz | Mecze | Sety  | Sety % | Gemy    | Gemy % |
| ---- | --------------- | ---- | ----- | ----- | ------ | ------- | ------ |
| 1    | Wielka Brytania | 2–0  | 7–3   | 15–10 | 60%    | 122–108 | 53%    |
| 2    | Australia       | 1–1  | 5–5   | 10–12 | 45%    | 99–108  | 48%    |
| 3    | Hiszpania       | 0–2  | 3–7   | 12–15 | 44%    | 114–119 | 49%    |

| Australia vs. Wielka Brytania | Australia vs. Wielka Brytania | Australia vs. Wielka Brytania         | Australia vs. Wielka Brytania | Australia vs. Wielka Brytania | Australia vs. Wielka Brytania |
| Australia · 2                 | Australia · 2                 | Ken Rosewall Arena 29–30 grudnia 2022 | Wielka Brytania · 3           | Wielka Brytania · 3           | Wielka Brytania · 3           |
|                               |                               |                                       | 1                             | 2                             | 3                             |
| ----------------------------- | ----------------------------- | ------------------------------------- | ----------------------------- | ----------------------------- | ----------------------------- |
| 1                             | Australia                     | Alex de Minaur                        | 3                             | 3                             |                               |
| 1                             | Wielka Brytania               | Cameron Norrie                        | 6                             | 6                             |                               |
| 2                             | Australia                     | Zoe Hives                             | 4                             | 3                             |                               |
| 2                             | Wielka Brytania               | Katie Swan                            | 6                             | 6                             |                               |
| 3                             | Australia                     | Maddison Inglis                       | 4                             | 4                             |                               |
| 3                             | Wielka Brytania               | Harriet Dart                          | 6                             | 6                             |                               |
| 4                             | Australia                     | Jason Kubler                          | 6                             | 7                             |                               |
| 4                             | Wielka Brytania               | Daniel Evans                          | 3                             | 63                            |                               |
| 5                             | Australia                     | Samantha Stosur / John Peers          | 7                             | 6                             |                               |
| 5                             | Wielka Brytania               | Harriet Dart / Jonny O’Mara           | 64                            | 4                             |                               |

| Hiszpania vs. Wielka Brytania | Hiszpania vs. Wielka Brytania | Hiszpania vs. Wielka Brytania                        | Hiszpania vs. Wielka Brytania | Hiszpania vs. Wielka Brytania | Hiszpania vs. Wielka Brytania |
| Hiszpania · 1                 | Hiszpania · 1                 | Ken Rosewall Arena 31 grudnia 2022 – 1 stycznia 2023 | Wielka Brytania · 4           | Wielka Brytania · 4           | Wielka Brytania · 4           |
|                               |                               |                                                      | 1                             | 2                             | 3                             |
| ----------------------------- | ----------------------------- | ---------------------------------------------------- | ----------------------------- | ----------------------------- | ----------------------------- |
| 1                             | Hiszpania                     | Rafael Nadal                                         | 6                             | 3                             | 4                             |
| 1                             | Wielka Brytania               | Cameron Norrie                                       | 3                             | 6                             | 6                             |
| 2                             | Hiszpania                     | Nuria Párrizas Díaz                                  | 6                             | 1                             | 2                             |
| 2                             | Wielka Brytania               | Katie Swan                                           | 3                             | 6                             | 6                             |
| 3                             | Hiszpania                     | Paula Badosa                                         | 61                            | 7                             | 6                             |
| 3                             | Wielka Brytania               | Harriet Dart                                         | 7                             | 61                            | 1                             |
| 4                             | Hiszpania                     | Albert Ramos-Viñolas                                 | 3                             | 6                             | 3                             |
| 4                             | Wielka Brytania               | Daniel Evans                                         | 6                             | 1                             | 6                             |
| 5                             | Hiszpania                     | Jéssica Bouzas Maneiro / David Vega Hernández        | 6                             | 2                             | 5                             |
| 5                             | Wielka Brytania               | Harriet Dart / Jonny O’Mara                          | 3                             | 6                             | 10                            |

| Hiszpania vs. Australia | Hiszpania vs. Australia | Hiszpania vs. Australia                       | Hiszpania vs. Australia | Hiszpania vs. Australia | Hiszpania vs. Australia |
| Hiszpania · 2           | Hiszpania · 2           | Ken Rosewall Arena 2–3 stycznia 2023          | Australia · 3           | Australia · 3           | Australia · 3           |
|                         |                         |                                               | 1                       | 2                       | 3                       |
| ----------------------- | ----------------------- | --------------------------------------------- | ----------------------- | ----------------------- | ----------------------- |
| 1                       | Hiszpania               | Rafael Nadal                                  | 6                       | 1                       | 5                       |
| 1                       | Australia               | Alex de Minaur                                | 3                       | 6                       | 7                       |
| 2                       | Hiszpania               | Nuria Párrizas Díaz                           | 6                       | 6                       |                         |
| 2                       | Australia               | Maddison Inglis                               | 1                       | 3                       |                         |
| 3                       | Hiszpania               | Jéssica Bouzas Maneiro                        | 6                       | 6                       |                         |
| 3                       | Australia               | Olivia Gadecki                                | 2                       | 2                       |                         |
| 4                       | Hiszpania               | Albert Ramos-Viñolas                          | 3                       | 6                       | 3                       |
| 4                       | Australia               | Jason Kubler                                  | 6                       | 4                       | 6                       |
| 5                       | Hiszpania               | Jéssica Bouzas Maneiro / David Vega Hernández | 2                       | 3                       |                         |
| 5                       | Australia               | Samantha Stosur / John Peers                  | 6                       | 6                       |                         |

#### Grupa E
Brisbane
| Poz. | Państwo  | Mecz | Mecze | Sety | Sety % | Gemy   | Gemy % |
| ---- | -------- | ---- | ----- | ---- | ------ | ------ | ------ |
| 1    | Włochy   | 2–0  | 8–2   | 17–5 | 77%    | 117–91 | 56%    |
| 2    | Brazylia | 1–1  | 6–4   | 12–9 | 57%    | 98–90  | 52%    |
| 3    | Norwegia | 0–2  | 1–9   | 3–18 | 14%    | 87–121 | 42%    |

| Włochy vs. Brazylia | Włochy vs. Brazylia | Włochy vs. Brazylia                   | Włochy vs. Brazylia | Włochy vs. Brazylia | Włochy vs. Brazylia |
| Włochy · 3          | Włochy · 3          | Pat Rafter Arena 29–30 grudnia 2022   | Brazylia · 2        | Brazylia · 2        | Brazylia · 2        |
|                     |                     |                                       | 1                   | 2                   | 3                   |
| ------------------- | ------------------- | ------------------------------------- | ------------------- | ------------------- | ------------------- |
| 1                   | Włochy              | Martina Trevisan                      | 2                   | 0                   |                     |
| 1                   | Brazylia            | Beatriz Haddad Maia                   | 6                   | 6                   |                     |
| 2                   | Włochy              | Lorenzo Musetti                       | 6                   | 6                   |                     |
| 2                   | Brazylia            | Felipe Meligeni Alves                 | 3                   | 4                   |                     |
| 3                   | Włochy              | Matteo Berrettini                     | 6                   | 7                   |                     |
| 3                   | Brazylia            | Thiago Monteiro                       | 4                   | 67                  |                     |
| 4                   | Włochy              | Lucia Bronzetti                       | 6                   | 6                   |                     |
| 4                   | Brazylia            | Laura Pigossi                         | 0                   | 2                   |                     |
| 5                   | Włochy              | Camilla Rosatello / Matteo Berrettini | 4                   | 7                   | 4                   |
| 5                   | Brazylia            | Luisa Stefani / Rafael Matos          | 6                   | 64                  | 10                  |

| Brazylia vs. Norwegia | Brazylia vs. Norwegia | Brazylia vs. Norwegia                              | Brazylia vs. Norwegia | Brazylia vs. Norwegia | Brazylia vs. Norwegia |
| Brazylia · 4          | Brazylia · 4          | Pat Rafter Arena 31 grudnia 2022 – 1 stycznia 2023 | Norwegia · 1          | Norwegia · 1          | Norwegia · 1          |
|                       |                       |                                                    | 1                     | 2                     | 3                     |
| --------------------- | --------------------- | -------------------------------------------------- | --------------------- | --------------------- | --------------------- |
| 1                     | Brazylia              | Beatriz Haddad Maia                                | 6                     | 6                     |                       |
| 1                     | Norwegia              | Malene Helgø                                       | 4                     | 2                     |                       |
| 2                     | Brazylia              | Felipe Meligeni Alves                              | 6                     | 6                     |                       |
| 2                     | Norwegia              | Viktor Durasovic                                   | 3                     | 3                     |                       |
| 3                     | Brazylia              | Thiago Monteiro                                    | 3                     | 2                     |                       |
| 3                     | Norwegia              | Casper Ruud                                        | 6                     | 6                     |                       |
| 4                     | Brazylia              | Laura Pigossi                                      | 6                     | 6                     |                       |
| 4                     | Norwegia              | Ulrikke Eikeri                                     | 4                     | 4                     |                       |
| 5                     | Brazylia              | Luisa Stefani / Rafael Matos                       | 6                     | 7                     |                       |
| 5                     | Norwegia              | Ulrikke Eikeri / Viktor Durasovic                  | 4                     | 5                     |                       |

| Włochy vs. Norwegia | Włochy vs. Norwegia | Włochy vs. Norwegia                 | Włochy vs. Norwegia | Włochy vs. Norwegia | Włochy vs. Norwegia |
| Włochy · 5          | Włochy · 5          | Pat Rafter Arena 2–3 stycznia 2023  | Norwegia · 0        | Norwegia · 0        | Norwegia · 0        |
|                     |                     |                                     | 1                   | 2                   | 3                   |
| ------------------- | ------------------- | ----------------------------------- | ------------------- | ------------------- | ------------------- |
| 1                   | Włochy              | Martina Trevisan                    | 7                   | 3                   | 6                   |
| 1                   | Norwegia            | Malene Helgø                        | 5                   | 6                   | 4                   |
| 2                   | Włochy              | Lorenzo Musetti                     | 7                   | 6                   |                     |
| 2                   | Norwegia            | Viktor Durasovic                    | 67                  | 3                   |                     |
| 3                   | Włochy              | Matteo Berrettini                   | 6                   | 6                   |                     |
| 3                   | Norwegia            | Casper Ruud                         | 4                   | 4                   |                     |
| 4                   | Włochy              | Lucia Bronzetti                     | 6                   | 7                   |                     |
| 4                   | Norwegia            | Ulrikke Eikeri                      | 2                   | 5                   |                     |
| 5                   | Włochy              | Camilla Rosatello / Lorenzo Musetti | 7                   | 6                   |                     |
| 5                   | Norwegia            | Ulrikke Eikeri / Viktor Durasovic   | 6                   | 2                   |                     |

#### Grupa F
Perth
| Poz. | Państwo   | Mecz | Mecze | Sety | Sety % | Gemy    | Gemy % |
| ---- | --------- | ---- | ----- | ---- | ------ | ------- | ------ |
| 1    | Chorwacja | 2–0  | 8–2   | 16–7 | 70%    | 123–104 | 54%    |
| 2    | Francja   | 1–1  | 7–3   | 15–6 | 71%    | 122–79  | 61%    |
| 3    | Argentyna | 0–2  | 0–10  | 2–20 | 9%     | 60–122  | 33%    |

| Francja vs. Argentyna | Francja vs. Argentyna | Francja vs. Argentyna                     | Francja vs. Argentyna | Francja vs. Argentyna | Francja vs. Argentyna |
| Francja · 5           | Francja · 5           | RAC Arena 29–30 grudnia 2022              | Argentyna · 0         | Argentyna · 0         | Argentyna · 0         |
|                       |                       |                                           | 1                     | 2                     | 3                     |
| --------------------- | --------------------- | ----------------------------------------- | --------------------- | --------------------- | --------------------- |
| 1                     | Francja               | Alizé Cornet                              | 6                     | 6                     |                       |
| 1                     | Argentyna             | María Carlé                               | 2                     | 1                     |                       |
| 2                     | Francja               | Arthur Rinderknech                        | 6                     | 6                     |                       |
| 2                     | Argentyna             | Francisco Cerúndolo                       | 4                     | 2                     |                       |
| 3                     | Francja               | Caroline Garcia                           | 6                     | 6                     |                       |
| 3                     | Argentyna             | Nadia Podoroska                           | 2                     | 0                     |                       |
| 4                     | Francja               | Adrian Mannarino                          | 6                     | 6                     |                       |
| 4                     | Argentyna             | Federico Coria                            | 1                     | 0                     |                       |
| 5                     | Francja               | Caroline Garcia / Édouard Roger-Vasselin  | 6                     | 6                     |                       |
| 5                     | Argentyna             | Nadia Podoroska / Tomás Martín Etcheverry | 2                     | 4                     |                       |

| Chorwacja vs. Argentyna | Chorwacja vs. Argentyna | Chorwacja vs. Argentyna                     | Chorwacja vs. Argentyna | Chorwacja vs. Argentyna | Chorwacja vs. Argentyna |
| Chorwacja · 5           | Chorwacja · 5           | RAC Arena 31 grudnia 2022 – 1 stycznia 2023 | Argentyna · 0           | Argentyna · 0           | Argentyna · 0           |
|                         |                         |                                             | 1                       | 2                       | 3                       |
| ----------------------- | ----------------------- | ------------------------------------------- | ----------------------- | ----------------------- | ----------------------- |
| 1                       | Chorwacja               | Donna Vekić                                 | 6                       | 6                       |                         |
| 1                       | Argentyna               | María Carlé                                 | 0                       | 4                       |                         |
| 2                       | Chorwacja               | Borna Ćorić                                 | 7                       | 6                       |                         |
| 2                       | Argentyna               | Francisco Cerúndolo                         | 5                       | 4                       |                         |
| 3                       | Chorwacja               | Petra Martić                                | 6                       | 4                       | 6                       |
| 3                       | Argentyna               | Nadia Podoroska                             | 2                       | 6                       | 1                       |
| 4                       | Chorwacja               | Borna Gojo                                  | 7                       | 6                       |                         |
| 4                       | Argentyna               | Federico Coria                              | 65                      | 4                       |                         |
| 5                       | Chorwacja               | Petra Marčinko / Matija Pecotić             | 1                       | 6                       | 10                      |
| 5                       | Argentyna               | Nadia Podoroska / Tomás Martín Etcheverry   | 6                       | 4                       | 4                       |

| Francja vs. Chorwacja | Francja vs. Chorwacja | Francja vs. Chorwacja                    | Francja vs. Chorwacja | Francja vs. Chorwacja | Francja vs. Chorwacja |
| Francja · 2           | Francja · 2           | RAC Arena 2–3 stycznia 2023              | Chorwacja · 3         | Chorwacja · 3         | Chorwacja · 3         |
|                       |                       |                                          | 1                     | 2                     | 3                     |
| --------------------- | --------------------- | ---------------------------------------- | --------------------- | --------------------- | --------------------- |
| 1                     | Francja               | Alizé Cornet                             | 4                     | 3                     |                       |
| 1                     | Chorwacja             | Donna Vekić                              | 6                     | 6                     |                       |
| 2                     | Francja               | Arthur Rinderknech                       | 61                    | 62                    |                       |
| 2                     | Chorwacja             | Borna Ćorić                              | 7                     | 7                     |                       |
| 3                     | Francja               | Caroline Garcia                          | 7                     | 6                     |                       |
| 3                     | Chorwacja             | Petra Martić                             | 69                    | 4                     |                       |
| 4                     | Francja               | Adrian Mannarino                         | 65                    | 6                     | 65                    |
| 4                     | Chorwacja             | Borna Gojo                               | 7                     | 3                     | 7                     |
| 5                     | Francja               | Jessika Ponchet / Édouard Roger-Vasselin | 6                     | 6                     |                       |
| 5                     | Chorwacja             | Petra Marčinko / Matija Pecotić          | 4                     | 4                     |                       |

## Faza pucharowa

### Finały miast
| Miasto   | Mecz                                  | Wynik |
| -------- | ------------------------------------- | ----- |
| Perth    | Grecja vs. Chorwacja                  | 3–2   |
| Brisbane | Polska vs. Włochy                     | 3–2   |
| Sydney   | Stany Zjednoczone vs. Wielka Brytania | 4–1   |

- Do półfinałów awansują trzy zwycięskie reprezentacje oraz najlepsza drużyna z przegranych.

Ranking drużyn, które przegrały w finale miasta
|  | Zakwalifikowani do półfinałów |
|  | Wyeliminowani                 |

| Poz. | Państwo         | Mecz | Mecze | Sety  | Sety % | Gemy    | Gemy % |
| ---- | --------------- | ---- | ----- | ----- | ------ | ------- | ------ |
| 1    | Włochy          | 2–1  | 10–5  | 21–12 | 64%    | 156–142 | 52%    |
| 2    | Chorwacja       | 2–1  | 10–5  | 21–13 | 62%    | 175–156 | 53%    |
| 3    | Wielka Brytania | 2–1  | 8–7   | 19–19 | 50%    | 176–177 | 50%    |

| Grecja vs. Chorwacja | Grecja vs. Chorwacja | Grecja vs. Chorwacja              | Grecja vs. Chorwacja | Grecja vs. Chorwacja | Grecja vs. Chorwacja |
| Grecja · 3           | Grecja · 3           | RAC Arena 4 stycznia 2023         | Chorwacja · 2        | Chorwacja · 2        | Chorwacja · 2        |
|                      |                      |                                   | 1                    | 2                    | 3                    |
| -------------------- | -------------------- | --------------------------------- | -------------------- | -------------------- | -------------------- |
| 1                    | Grecja               | Despina Papamichail               | 4                    | 3                    |                      |
| 1                    | Chorwacja            | Donna Vekić                       | 6                    | 6                    |                      |
| 2                    | Grecja               | Stefanos Tsitsipas                | 61                   | 62                   |                      |
| 2                    | Chorwacja            | Borna Ćorić                       | 7                    | 7                    |                      |
| 3                    | Grecja               | Maria Sakari                      | 7                    | 6                    |                      |
| 3                    | Chorwacja            | Petra Martić                      | 69                   | 4                    |                      |
| 4                    | Grecja               | Stefanos Sakellaridis             | 65                   | 6                    | 65                   |
| 4                    | Chorwacja            | Borna Gojo                        | 7                    | 3                    | 7                    |
| 5                    | Grecja               | Maria Sakari / Stefanos Tsitsipas | 6                    | 6                    |                      |
| 5                    | Chorwacja            | Petra Marčinko / Matija Pecotić   | 4                    | 4                    |                      |

| Polska vs. Włochy | Polska vs. Włochy | Polska vs. Włochy                   | Polska vs. Włochy | Polska vs. Włochy | Polska vs. Włochy |
| Polska · 3        | Polska · 3        | Pat Rafter Arena 4 stycznia 2023    | Włochy · 2        | Włochy · 2        | Włochy · 2        |
|                   |                   |                                     | 1                 | 2                 | 3                 |
| ----------------- | ----------------- | ----------------------------------- | ----------------- | ----------------- | ----------------- |
| 1                 | Polska            | Daniel Michalski                    | 1                 | 1                 |                   |
| 1                 | Włochy            | Lorenzo Musetti                     | 6                 | 6                 |                   |
| 2                 | Polska            | Iga Świątek                         | 6                 | 6                 |                   |
| 2                 | Włochy            | Martina Trevisan                    | 2                 | 4                 |                   |
| 3                 | Polska            | Hubert Hurkacz                      | 4                 | 6                 | 3                 |
| 3                 | Włochy            | Matteo Berrettini                   | 6                 | 3                 | 6                 |
| 4                 | Polska            | Magda Linette                       | 6                 | 6                 |                   |
| 4                 | Włochy            | Lucia Bronzetti                     | 1                 | 2                 |                   |
| 5                 | Polska            | Iga Świątek / Hubert Hurkacz        | 6                 | 6                 |                   |
| 5                 | Włochy            | Camilla Rosatello / Lorenzo Musetti | 1                 | 2                 |                   |

| Stany Zjednoczone vs. Wielka Brytania | Stany Zjednoczone vs. Wielka Brytania | Stany Zjednoczone vs. Wielka Brytania | Stany Zjednoczone vs. Wielka Brytania | Stany Zjednoczone vs. Wielka Brytania | Stany Zjednoczone vs. Wielka Brytania |
| USA 4                                 | USA 4                                 | Ken Rosewall Arena 4 stycznia 2023    | Wielka Brytania · 1                   | Wielka Brytania · 1                   | Wielka Brytania · 1                   |
|                                       |                                       |                                       | 1                                     | 2                                     | 3                                     |
| ------------------------------------- | ------------------------------------- | ------------------------------------- | ------------------------------------- | ------------------------------------- | ------------------------------------- |
| 1                                     | Stany Zjednoczone                     | Madison Keys                          | 2                                     | 6                                     | 6                                     |
| 1                                     | Wielka Brytania                       | Katie Swan                            | 6                                     | 3                                     | 4                                     |
| 2                                     | Stany Zjednoczone                     | Taylor Fritz                          | 4                                     | 7                                     | 4                                     |
| 2                                     | Wielka Brytania                       | Cameron Norrie                        | 6                                     | 5                                     | 6                                     |
| 3                                     | Stany Zjednoczone                     | Jessica Pegula                        | 6                                     | 6                                     |                                       |
| 3                                     | Wielka Brytania                       | Harriet Dart                          | 2                                     | 0                                     |                                       |
| 4                                     | Stany Zjednoczone                     | Frances Tiafoe                        | 3                                     | 7                                     | 6                                     |
| 4                                     | Wielka Brytania                       | Daniel Evans                          | 6                                     | 5                                     | 3                                     |
| 5                                     | Stany Zjednoczone                     | Jessica Pegula / Taylor Fritz         | 6                                     | 6                                     |                                       |
| 5                                     | Wielka Brytania                       | Harriet Dart / Daniel Evans           | 4                                     | 4                                     |                                       |

### Drabinka
|  |                   |                   |           |        |   |                   |                   |       |
|  | Półfinały         | Półfinały         | Półfinały |        |   | Finał             | Finał             | Finał |
|  | Półfinały         | Półfinały         | Półfinały |        |   | Finał             | Finał             | Finał |
|  |                   |                   |           |        |   |                   |                   |       |
|  |                   |                   |           |        |   |                   |                   |       |
|  | Polska            | Polska            | 0         |        |   |                   |                   |       |
|  | Polska            | Polska            | 0         |        |   |                   |                   |       |
|  | Stany Zjednoczone | Stany Zjednoczone | 5         |        |   |                   |                   |       |
|  | Stany Zjednoczone | Stany Zjednoczone | 5         |        |   | Stany Zjednoczone | Stany Zjednoczone | 4     |
|  |                   |                   |           |        |   | Stany Zjednoczone | Stany Zjednoczone | 4     |
|  |                   |                   | Włochy    | Włochy | 0 |                   |                   |       |
|  | Grecja            | Grecja            | Włochy    | Włochy | 0 | 1                 |                   |       |
|  | Grecja            | Grecja            |           |        |   |                   |                   |       |
|  | Włochy            | Włochy            | 3         |        |   |                   |                   |       |
|  | Włochy            | Włochy            | 3         |        |   |                   |                   |       |
|  |                   |                   |           |        |   |                   |                   |       |

### Półfinały
| Polska vs. Stany Zjednoczone | Polska vs. Stany Zjednoczone | Polska vs. Stany Zjednoczone         | Polska vs. Stany Zjednoczone | Polska vs. Stany Zjednoczone | Polska vs. Stany Zjednoczone |
| Polska · 0                   | Polska · 0                   | Ken Rosewall Arena 6–7 stycznia 2023 | USA 5                        | USA 5                        | USA 5                        |
|                              |                              |                                      | 1                            | 2                            | 3                            |
| ---------------------------- | ---------------------------- | ------------------------------------ | ---------------------------- | ---------------------------- | ---------------------------- |
| 1                            | Polska                       | Iga Świątek                          | 2                            | 2                            |                              |
| 1                            | Stany Zjednoczone            | Jessica Pegula                       | 6                            | 6                            |                              |
| 2                            | Polska                       | Kacper Żuk                           | 3                            | 3                            |                              |
| 2                            | Stany Zjednoczone            | Frances Tiafoe                       | 6                            | 6                            |                              |
| 3                            | Polska                       | Hubert Hurkacz                       | 65                           | 65                           |                              |
| 3                            | Stany Zjednoczone            | Taylor Fritz                         | 7                            | 7                            |                              |
| 4                            | Polska                       | Magda Linette                        | 4                            | 2                            |                              |
| 4                            | Stany Zjednoczone            | Madison Keys                         | 6                            | 6                            |                              |
| 5                            | Polska                       | Alicja Rosolska / Łukasz Kubot       | 7                            | 4                            | 6                            |
| 5                            | Stany Zjednoczone            | Jessica Pegula / Taylor Fritz        | 65                           | 6                            | 10                           |

| Grecja vs. Włochy | Grecja vs. Włochy | Grecja vs. Włochy                    | Grecja vs. Włochy | Grecja vs. Włochy | Grecja vs. Włochy |
| Grecja · 1        | Grecja · 1        | Ken Rosewall Arena 6–7 stycznia 2023 | Włochy · 3        | Włochy · 3        | Włochy · 3        |
|                   |                   |                                      | 1                 | 2                 | 3                 |
| ----------------- | ----------------- | ------------------------------------ | ----------------- | ----------------- | ----------------- |
| 1                 | Grecja            | Maria Sakari                         | 3                 | 7                 | 5                 |
| 1                 | Włochy            | Martina Trevisan                     | 6                 | 64                | 7                 |
| 2                 | Grecja            | Stefanos Sakellaridis                | 1                 | 1                 |                   |
| 2                 | Włochy            | Lorenzo Musetti                      | 6                 | 6                 |                   |
| 3                 | Grecja            | Stefanos Tsitsipas                   | 4                 | 7                 | 6                 |
| 3                 | Włochy            | Matteo Berrettini                    | 6                 | 62                | 4                 |
| 4                 | Grecja            | Despina Papamichail                  | 2                 | 3                 |                   |
| 4                 | Włochy            | Lucia Bronzetti                      | 6                 | 6                 |                   |
| 5                 | Grecja            | Maria Sakari / Stefanos Tsitsipas    |                   |                   |                   |
| 5                 | Włochy            | Camilla Rosatello / Lorenzo Musetti  |                   |                   |                   |

### Finał
| Stany Zjednoczone vs. Włochy | Stany Zjednoczone vs. Włochy | Stany Zjednoczone vs. Włochy         | Stany Zjednoczone vs. Włochy | Stany Zjednoczone vs. Włochy | Stany Zjednoczone vs. Włochy |
| USA 4                        | USA 4                        | Ken Rosewall Arena 8 stycznia 2023   | Włochy 0                     | Włochy 0                     | Włochy 0                     |
|                              |                              |                                      | 1                            | 2                            | 3                            |
| ---------------------------- | ---------------------------- | ------------------------------------ | ---------------------------- | ---------------------------- | ---------------------------- |
| 1                            | Stany Zjednoczone            | Jessica Pegula                       | 6                            | 6                            |                              |
| 1                            | Włochy                       | Martina Trevisan                     | 4                            | 2                            |                              |
| 2                            | Stany Zjednoczone            | Frances Tiafoe                       | 6                            | 0                            |                              |
| 2                            | Włochy                       | Lorenzo Musetti                      | 2                            | 0k                           |                              |
| 3                            | Stany Zjednoczone            | Taylor Fritz                         | 7                            | 7                            |                              |
| 3                            | Włochy                       | Matteo Berrettini                    | 64                           | 6                            |                              |
| 4                            | Stany Zjednoczone            | Madison Keys                         | 6                            | 6                            |                              |
| 4                            | Włochy                       | Lucia Bronzetti                      | 3                            | 2                            |                              |
| 5                            | Stany Zjednoczone            | Jessica Pegula / Taylor Fritz        |                              |                              |                              |
| 5                            | Włochy                       | Martina Trevisan / Matteo Berrettini |                              |                              |                              |